# Arachis villosulicarpa
Arachis villosulicarpa är en ärtväxtart som beskrevs av Frederico Carlos Hoehne. Arachis villosulicarpa ingår i släktet jordnötter, och familjen ärtväxter. Inga underarter finns listade i Catalogue of Life.